# Asunción Lacova
Asunción Lacova är en ort i Mexiko.   Den ligger i kommunen San Juan Lalana och delstaten Oaxaca, i den sydöstra delen av landet, 400 km sydost om huvudstaden Mexico City. Asunción Lacova ligger 461 meter över havet och antalet invånare är 363.
Terrängen runt Asunción Lacova är kuperad åt nordost, men åt sydväst är den bergig. Runt Asunción Lacova är det glesbefolkat, med 19 invånare per kvadratkilometer. Närmaste större samhälle är Ignacio Zaragoza, 8,0 km norr om Asunción Lacova. I omgivningarna runt Asunción Lacova växer i huvudsak städsegrön lövskog.